# Tholeropsis
Tholeropsis is een geslacht van vlinders van de familie uilen (Noctuidae), uit de onderfamilie Hadeninae.

## Soorten
- T. africana Berio, 1976
- T. decimata Berio, 1977
- T. uncinata Berio, 1977